# バトルスキンパニック
『バトルスキンパニック -全裸戦士-』（バトルスキンパニック ぜんらせんし）は、1990年12月15日にガイナックスよりソフトベンダーTAKERUを通じて発売されたPC-8801用コンピュータゲームである。
1991年2月8日には、PC-9801移植版『SUPERバトルスキンパニック』が発売された。また、1993年2月5日にはMSX2移植版『MIGHTYバトルスキンパニック』が、同年9月21日にはPC-9821移植版『バトルスキンパニック9821』がそれぞれ発売された。
さらに、2011年には『MIGHTYバトルスキンパニック』がプロジェクトEGGにて配信された。

## 内容

### システム
本作のヒロインはターン制のカードバトルという形式で行われる。本作に登場するヒロインたちは、高周波エネルギーを体表から出して戦う裸神活殺拳という拳法の使い手であり、露出が高いほど強力な技を繰り出すことができるが、羞恥心が限界に達すると動けなくなるという設定である。このため、キャラクターのパラメータには体力・攻撃・防御に加え、「恥」が設定されている。服を脱ぐと攻撃力が上がる半面、防御力が下がり、「恥」が高まり、「恥」が一定の値に達すると攻撃力と防御力が大幅に減る。さらに「恥」が増すと戦闘不能となる。また、使用する手札には、相手を直接攻撃する「攻」などのほかに、相手の羞恥心を高める「恥」や、脱ぐことによって自己強化する「脱衣」がある。
本作はストーリーモードのほか、任意のキャラクターと対戦する「バトスキファイト」というモードが収録されている。

### あらすじ
主人公の少年・ススムのいる学校に、坂東ミミという少女が転校してくる。脱ぐと強くなる裸神活殺拳の伝承者であるミミは、普通の少女を夢見てペルーから来日したものの、伝承者の証であるブルー・ロブ・スターを求める裸神活殺拳の使い手たちから命を狙われる。

## 制作

### 背景
本作の開発の中心人物であるみんだ☆なお（眠田直）は、元々『ミンキーモモ』の同人誌の販売委託の依頼などで、ガイナックスの前身であるゼネラルプロダクツに出入りしていた漫画家だった。
一方、赤井孝美は自主制作映画『八岐之大蛇の逆襲』の撮影のためにゼネラルプロダクツをたびたび利用しており、その中でみんだと知り合った。
その後、赤井らが立ち上げたガイナックスは『電脳学園』や『プリンセスメーカー』をはじめとするPCゲームの開発に乗り出した。ガイナックスの幹部となった赤井や社長の岡田斗司夫は、みんだが趣味としてMSXゲームの開発をしていることを知り、本作のディレクターとして起用した。

### 開発
みんだは、従来の脱衣ゲームに対し、自分の意思でヒロインの服を脱がせられない点に不満を抱いており、ならばプレイしているうちに脱がせてしまえばよいという考えに至り、本作に取り入れた。
一方で、みんだは「勝負のほうが重要になってしまい、脱衣要素がどうでもよくなってしまった点は反省している」と『美少女ゲーム最前線』パート5に掲載されたインタビュー記事の中で振り返っている。

## 評価
ライターの箭本進一は、インプレスのムック『このレトロゲームを遊べ！』に寄せた記事の中で、『SUPERバトルスキンパニック』から、互いに脱ぎまくる華やかさや、カードバトルの程よいランダム性に加え、昆虫人や核ミサイルとの戦いといった突拍子もない展開が、1990年代におけるPCゲームシーンの雰囲気が伝わってくると評価している。
「電脳世界のひみつ基地」のライター・松田は、『バトルスキンパニック9821』について、容量が小さいので手軽に遊べると評価する一方、既に全裸になっているにもかかわらず、脱衣カードばかりが来てしまう点を指摘している。